# Pośpiechowatość

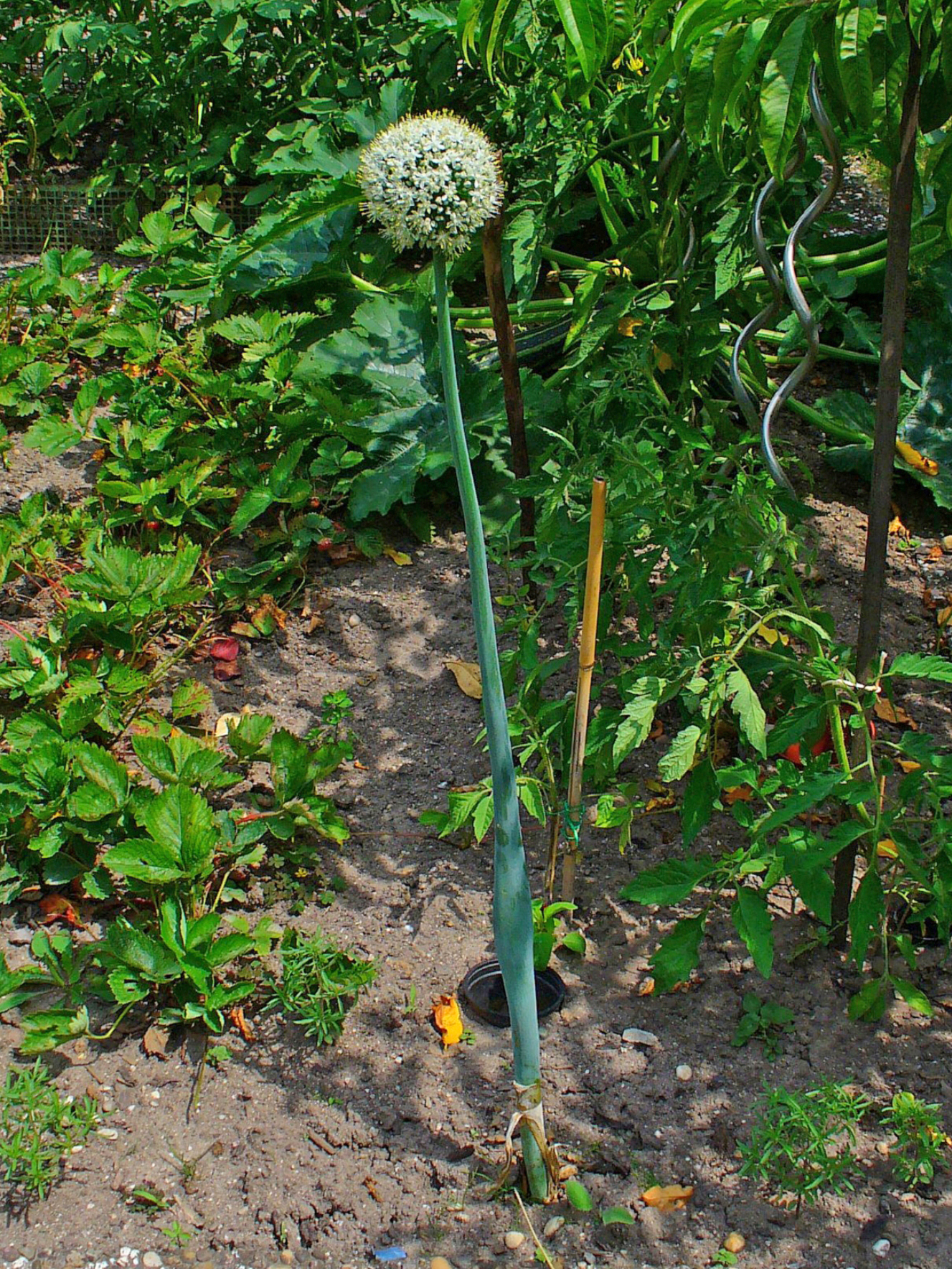
Kwitnąca cebula zwyczajna

Pośpiechowatość, pośpiechy – skłonność roślin 2-letnich (np. buraków, marchwi, cykorii) do wytwarzania pędów generatywnych (kwiatowych), a niekiedy także nasion, już w pierwszym roku uprawy, co obniża wartość surowcową zbieranych warzyw. Wytwarzanie się pośpiechów jest szkodliwe, gdyż obniża wartość użytkową sprzątanych korzeni. Pospiechy mają korzenie cienkie, włókniste, rolniczo nie przydatne, toteż duża ich liczba w łanie obniża plon korzeni, a także utrudnia zbiór mechaniczny. Występowanie pośpiechów jest uwarunkowane genetycznie. Pośpiechowatość potęgują długotrwałe chłody w okresie wiosny.
U marchwi formowanie pędów kwiatostanowych w pierwszym roku uprawy marchwi następuje, jeśli w czasie dwóch pierwszych miesięcy po wysiewie rośliny znajdą się ogółem 650 godzin w temperaturze poniżej 10 °C. W przypadku cebuli zwyczajnej odporne na pośpiechowatość są odmiany pochodzące z Japonii. Pośpiechowatość buraka zwyczajnego wiąże się z drewnieniem bulwy hypokotylowej (popularnie określanej mianem korzenia). Selekcję odpornych genotypów prowadzi się stosując prowokacyjnie niskie temperatury w okresie wzrostu młodych roślin. W Polsce do ich hodowli najlepsze warunki panują w rejonie nadmorskim.